# Sydlig blekspik
Sydlig blekspik (Sclerophora amabilis) är en lavart som först beskrevs av Tibell, och fick sitt nu gällande namn av Tibell. Sydlig blekspik ingår i släktet Sclerophora och familjen Coniocybaceae.  Arten är reproducerande i Sverige. Inga underarter finns listade i Catalogue of Life.